# Marcus Cruyt
Marcus Cruyt (???? - na 1568) was cisterciënzer en van 1518 tot 1536 abt van de Sint-Bernardusabdij te Hemiksem en vicaris-generaal van de cisterciënzerskloosters in de Nederlanden. 

## Levensloop
Marcus Cruyt was afkomstig uit het Hertogdom Brabant en meer specifiek uit de streek rond Breda en Bergen op Zoom. 
Na zijn toetreden tot de abdij en zijn professie werd hij naar het college van de cisterciënzers te Parijs gezonden. Paus Leo X beval hem in de bul van 6 juli 1517 reeds aan als toekomstig abt van de Sint-Bernardusabdij te Hemiksem, waarna hij werd aangesteld als coadjutor (vice-abt) van Petrus Cops. Op 13 juli 1518 behaalde hij de graad van licentiaat in de godgeleerdheid te Leuven.
Na het overlijden van Petrus Cops op 11 september 1518, werd hij door Keizer Karel V benoemd als abt. In 1519 volgde zijn benoeming als vicaris-generaal van de cisterciënzerskloosters in de Nederlanden. In dezelfde periode gaf hij opdracht tot de stichting van de vrouwenabdij Onze-Lieve-Vrouw van de Wijngaard te Leuven.
In 1521 werd hij door de keizer op zending gestuurd naar het Deense hof. Hij volbracht deze opdracht tot grote voldoening van de keizer.
Op 17 november 1531 stond de keizer hem toe vier vice-abten te benoemen. Uit deze vier zou dan later zijn opvolger gekozen worden. Eén van hen was Lambertus Van den Bulck die we tussen 1535 en 1559 terugvinden als vertegenwoordiger van de abdij te Loenhout.
Marcus Cruyt legde zijn ambt neer op 12 februari 1536 (corpus deposuit) en werd opgevolgd door Jacobus van der Meeren. 
In 1567 werd hij vermeld als kamerheer en kandidaat bij de verkiezing van een nieuwe abt ter opvolging van de in 1566 afgezette Thomas van Thielt en ook in 1568 stond hij als kamerheer vermeld in een pachtovereenkomst van de Merlegathoeve te Puurs.

## Trivia
- Een portret van Marcus Cruyt geschilderd door Quinten Massijs (I) verdween in de periode van de Franse revolutie.
- In de abdij bewaart men nog een groep der abten van omstreeks 1670 waarop ook Marcus Cruyt afgebeeld staat.